# Geschiedenis van de Noordelijke Marianen

Zegel van de Noordelijke Marianen

Dit artikel geeft een beknopt overzicht weer van de geschiedenis van de Noordelijke Marianen.

## Vroegste geschiedenis

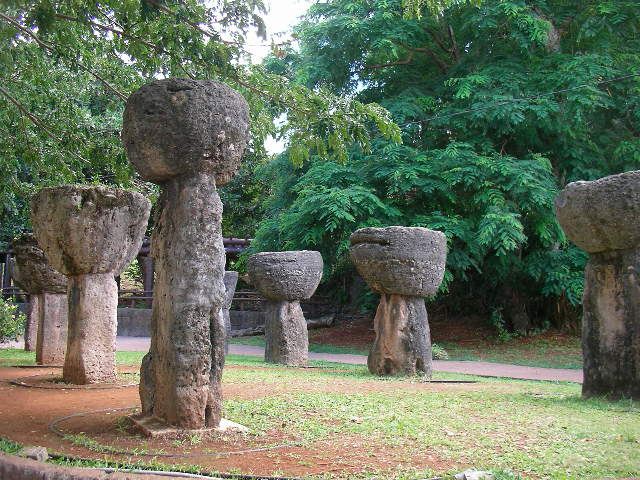
Latte-pilaren op Guam. Deze stenen pilaren werden door de Chamorro gebruikt om gebouwen te ondersteunen

Op de Noordelijke Marianen werden verschillende graven en ruïnes teruggevonden. Deze getuigen dat er op deze eilanden een vroegere beschaving moet geweest zijn. De Noordelijke Marianen werden al bewoond rond 1500 v.Chr. door de Chamorro. Men vermoedt dat deze mensen gekomen waren vanuit Indonesië. De Chamorro waren landbouwers, rijsttelers en vissers. Hun sociale structuur bestond uit 3 verschillende standen, namelijk de matua (edelen), de achoat (half-edelen) en de manachang (boeren en vissers). In deze tijd waren de Noordelijke Marianen ingedeeld in verschillende districten. Elk district bestond uit enkele kleine dorpjes die voornamelijk langs de kust gelegen waren. Een district werd geleid door een chamorri. Een algemeen opperbevel over alle districten was er echter niet, waardoor er regelmatig conflicten tussen de verschillende districten voorkwamen.

## Spaanse overheersing
De Spaanse ontdekkingsreiziger Ferdinand Magellaan noemde de Noordelijke Marianen in 1521 Islas de los Ladrones, wat vertaald in het Nederlands “Dieveneilanden” betekent. De eilanden kwamen vanaf 1565 in het bezit van de Spanjaarden. In 1668 werd de naam van de eilanden veranderd in Las Marianas door de Spaanse priester Luis Diego Sanvitores. Ze werden vernoemd naar de Spaanse koningin Maria Anna van Oostenrijk. Door een groep jezuïeten werd een eerste missiepost gesticht op de Noordelijke Marianen. Ze werden echter vijandig onthaald door de lokale bevolking en de komende jaren werd er dan ook regelmatig fel gevochten. Deze gevechten kostten het leven aan 12 priesters en vele Chamorro.
Omstreeks 1690 werd de rust hersteld. Honderd jaar later werden de inwoners van de Noordelijke Marianen door de Spanjaarden bijeengebracht en getransporteerd naar Guam. De reden hiervoor was om de bevolking tot het christendom te bekeren. Op het eiland Rota lukte het echter enkele honderden lokale bewoners om de heuvels in te vluchten en te ontsnappen aan deze bekeringspraktijken. Hierdoor bestaan er vandaag de dag nog steeds rechtstreekse nazaten van de Chamorro.
Rond 1820 mochten inwoners van de Carolinen zich vestigen op de grote eilanden van de Noordelijke Marianen. Zij werden er tewerkgesteld om de door de Spanjaarden ingevoerde veedieren te onderhouden. Vanaf 1885 begonnen de bekeerde Chamorro van Guam terug te keren naar de Noordelijke Marianen. Ze kregen landbouwgrond terug, maar de beste gronden waren echter al aan de inwoners van de Carolinen gegeven.
Na de Spaans-Amerikaanse Oorlog in 1898 moest Spanje, volgens het Verdrag van Parijs, Guam afstaan aan de Verenigde Staten. In 1899 kochten de Duitsers de Noordelijke Marianen van Spanje met het Duits-Spaans Verdrag van 12 februari 1899. De Duitsers waren vooral geïnteresseerd in de productie van kopra.

## Japans bestuur

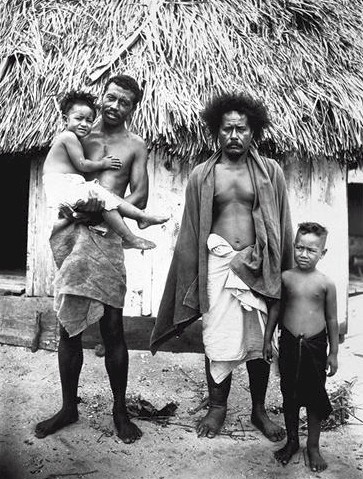
Caroliners in de Noordelijke Marianen, Japanse foto uit 1915

Na de Vrede van Versailles van 1919 kwamen de Duitse Marianen onder Japans bestuur (zo beslist door de Volkenbond) als onderdeel van het Zuid-Pacifisch Mandaatgebied. Op dat moment leefden er nog maar 4000 Chamorro en Caroliners op de eilanden. De Japanners hadden geen interesse in de kopra, maar wel in suikerriet. Daarvoor werden er vele bomen en bossen gekapt. Suiker en alcohol werden de belangrijkste exportproducten. De eilanden werden echter overspoeld door Japanse arbeiders (uit Okinawa) die in de plantages moesten werken. Toen de Tweede Wereldoorlog uitbrak, waren er dan ook 10 keer meer Japanners dan Chamorro en Caroliners aanwezig op de eilanden.
Rond de Noordelijke Marianen speelde zich een van de grootste militaire operaties van de Tweede Wereldoorlog af. Een Amerikaans invasieleger viel op 15 juni 1944 Saipan aan en daarna Guam. Voor het eerst in de geschiedenis werden er napalmbommen gegooid. Op dat moment zaten er 30.000 Japanners op Saipan. Tijdens de daaropvolgende nacht vlogen Japanse vliegtuigen naar de Noordelijke Marianen. Een paar kilometer ten westen van deze eilanden botsten zij echter tegen de Amerikaanse luchtmacht. De Amerikanen verloren 50 vliegtuigen, de Japanners 402. Echter, nog eens 80 Amerikaanse vliegtuigen stortten neer op de terugweg wegens te weinig brandstof.
Nu de Japanse luchtmacht was uitgeschakeld, richtten de Amerikanen zich op Saipan. Saipan werd op 9 juli 1944 bevrijd, maar kostte het leven aan 3500 Amerikanen, 30.000 Japanners en 400 Saipanezen. 9000 overlevende Japanners zaten als ratten in de val, maar weigerden zich over te geven. Daarom duurde het nog 9 dagen voordat ook de rest van de eilandengroep bevrijd kon worden. Na de bevrijding werden vanuit Tinian op de Noordelijke Marianen bombardementsvluchten richting Japan gestuurd (zie: atoombommen op Hiroshima en Nagasaki).

## Amerikaanse Commonwealth

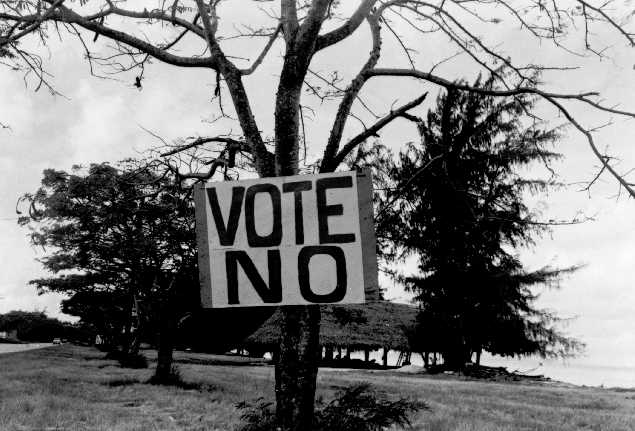
"Stem nee"-bord in de aanloop naar de stemming in 1975 over de vraag of de Noordelijke Marianen onderdeel van het Amerikaanse Commonwealth zouden worden.

Na de oorlog werden er geen pogingen meer gedaan om de suikerindustrie te herstellen. In 1947 werden de Noordelijke Marianen, de Carolinen en de Marshalleilanden door de Verenigde Naties als Trustschap van de Pacifische Eilanden aan de Verenigde Staten toevertrouwd. In 1948 werd het noorden van Saipan verboden terrein voor iedereen. Van hieruit werden geheime militaire operaties uitgevoerd. Dit duurde tot 1962 toen de Noordelijke Marianen weer werden opengesteld voor bezoekers. In 1961 dienden de inwoners van Saipan en Rota een petitie in bij de Amerikaanse regering om samen te gaan met Guam. Dit verzoek werd tot 1969 jaarlijks herhaald, tot Guam via een referendum tegen stemde.
In juni 1975 stemden de inwoners van de Noordelijke Marianen voor een status als onderdeel van het Amerikaanse Commonwealth en werden daarmee het eerste district dat zich uit het Trustschap van de Pacifische Eilanden terugtrok. Dankzij de Commonwealth-status kregen de Noordelijke Marianen recht op intern zelfbestuur. De Verenigde Staten behielden de zeggenschap over de buitenlandse zaken en defensie. In 1986 werd een nieuwe overeenkomst gesloten en werden de bewoners officiële staatsburgers van de Verenigde Staten. Enkel defensie en buitenlandse betrekkingen bleven de verantwoordelijkheid van de Verenigde Staten.
Geschiedenis van: Australië · Fiji · Kiribati · Marshalleilanden · Micronesia · Nauru · Nieuw-Zeeland · Palau · Papoea-Nieuw-Guinea · Salomonseilanden · Samoa · Tonga · Tuvalu · Vanuatu · Noordelijke Marianen · Guam · Amerikaans-Samoa · Cookeilanden · Frans Polynesië · Nieuw-Caledonië · Pitcairneilanden · Wallis en Futuna